# 2012년 하계 올림픽 농구
2012년 하계 올림픽의 농구 종목은 7월 28일부터 8월 12일까지 영국의 런던에서 열렸다.

## 일정
| 남자 |    | 예 |    | 예 |    | 예 |    | 예 |    | 예 |   | ¼ |   | ½ |    | 결 |
| 여자 | 예 |    | 예 |    | 예 |    | 예 |    | 예 |    | ¼ |   | ½ |   | 결 |    |

| 예 | 예선 경기 | ¼ | 준준결선 | ½ | 준결선 | 결 | 결승 |

## 메달리스트
| 종목             | 금   | 은     | 동             |
| ---------------- | ---- | ------ | -------------- |
| 남자 농구 자세히 | 미국 | 스페인 | 러시아         |
| 여자 농구 자세히 | 미국 | 프랑스 | 오스트레일리아 |